# Leeuwstraat
De Leeuwstraat is een straat in Brugge.

## Beschrijving
De oorspronkelijke benaming was Leestraat of Leetstraat. Een lee, leet of leed was een watergang, waterloop, rivier. Karel De Flou geeft hiervan talrijke voorbeelden, waaronder in Brugge: alsoo men gaet ter leebrucghewaert (1435). Dit woord en die betekenis hadden blijkbaar weinig succes en het werd in de volksmond 'leeustraat'. Deze naam kreeg de bovenhand.
De Leeuwstraat bestond uit twee delen die met elkaar verbonden waren door de houten brug die over de binnengracht werd aangelegd. Dit deel van de eerste Brugse omwalling staat nu bekend als de Speelmansrei. Die brug dateerde waarschijnlijk uit de 12de of 13de eeuw, en in 1413 moest hij worden herbouwd. In 1627 werd de houten brug door een vaste stenen brug vervangen. In 1629 werden de borstweringen versierd met twee leeuwenbeelden, gemaakt door beeldhouwer Jeroom Stalpaert.
In 1792 werden bij het vastleggen van de straatnamen, vanwege die twee beelden, de namen Leeuwenstraat en Leeuwenbrug bekrachtigd. In 1936 werd het opnieuw Leeuwstraat.
De Leeuwstraat loopt van de Geerwijnstraat naar de Oude Zak.
De Leeuwenbrug behoort tot de 'petite histoire' van de Bruggelingen. Wanneer belhamels destijds te laat op school arriveerden konden ze nogal eens het excuus bovenhalen dat ze voor de Leeuwenbrug hadden gestaan. Als de leerkracht geen echte Bruggeling was, had hij dit niet door en kon alleen maar aanmanen voortaan vroeger aan te zetten. De ganse klas kon het dan uitgieren omdat hij was beetgenomen.